# Терношорська Лада
Терношо́рська Ла́да — унікальний скельний комплекс. Розташований на південному схилі гори Терношора (989,9 м. над рівнем моря), на межі двох високогірних сіл — Снідавка і Яворів, Косівського району, Івано-Франківської області.

## Природа
Докладніше: Терношори (заказник)
«Терношорська Лада» розташована на території Регіонального ландшафтного парку «Гуцульщина», серед вікових смерек. Тут багато ботанічних карпатських ендеміків. Так на самій вершині гори Терношора зростає рідкісна для карпатського регіону степова трава тирса. Прекрасні квіти — дикі крокуси цвітуть двічі на рік: ранньої весни та в листопаді.  
На відстані 500 м від скель розташований водоспад Терношорський Гук.

## Святилище
Терношорські скелі — одні з найбільших природних скульптур в Україні. Вік скель кілька мільйонів років, утворилися вони на дні Сарматського моря за часу глибокого палеоліту. 
За припущеннями науковців, «Терношорська Лада» — це стародавнє святилище. Згідно з дослідженнями проф. Миколи Васильовича Кугутяка, святилище складається з чотирьох скельних комплексів, а саме: 1) кам'яний круг; 2) фалічний камінь і хтонічний ящур; 3) антропоморфна фігура; 4) чашні камені, символи і зооморфні образи.

## Світлини

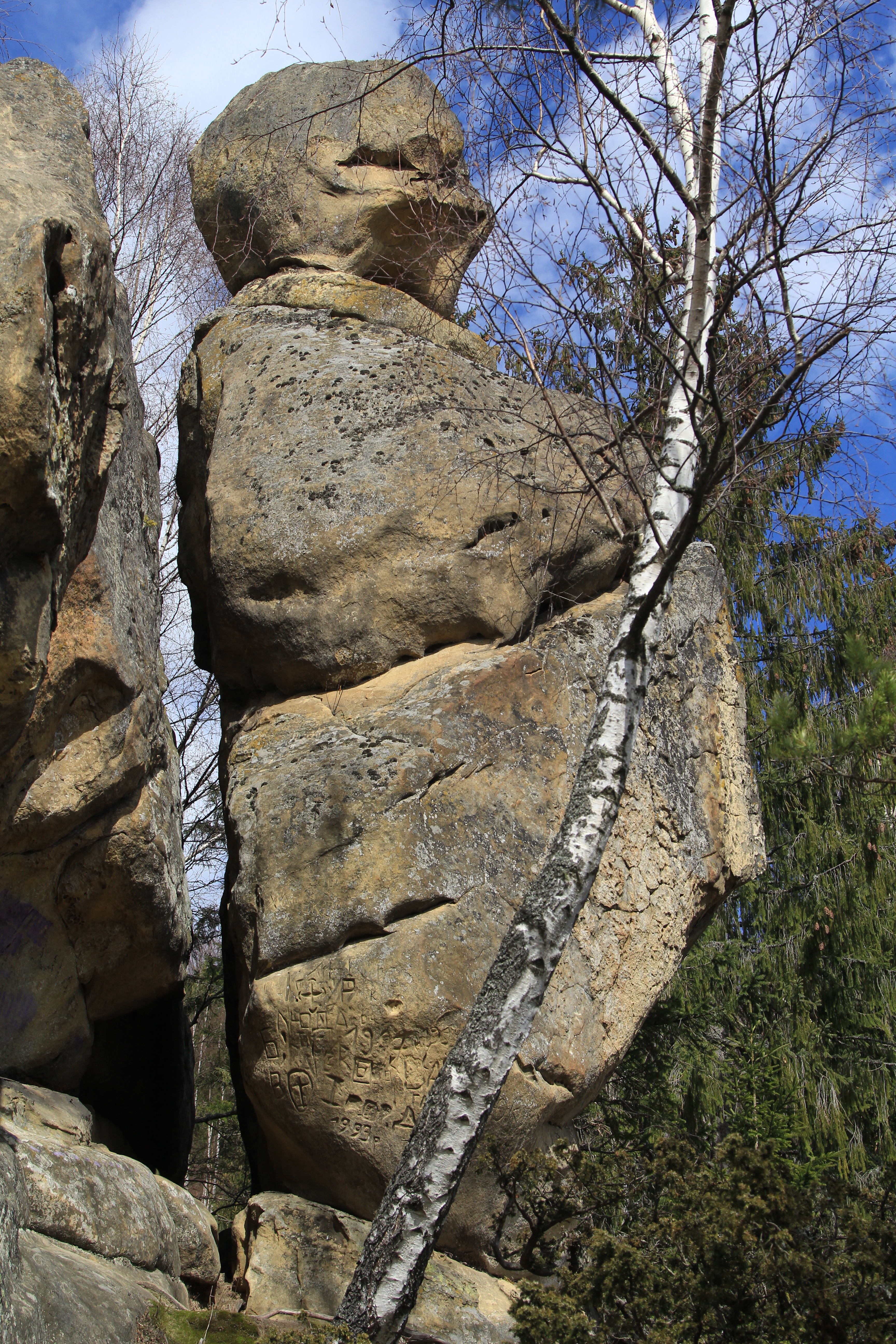
Антропоморфна фігура
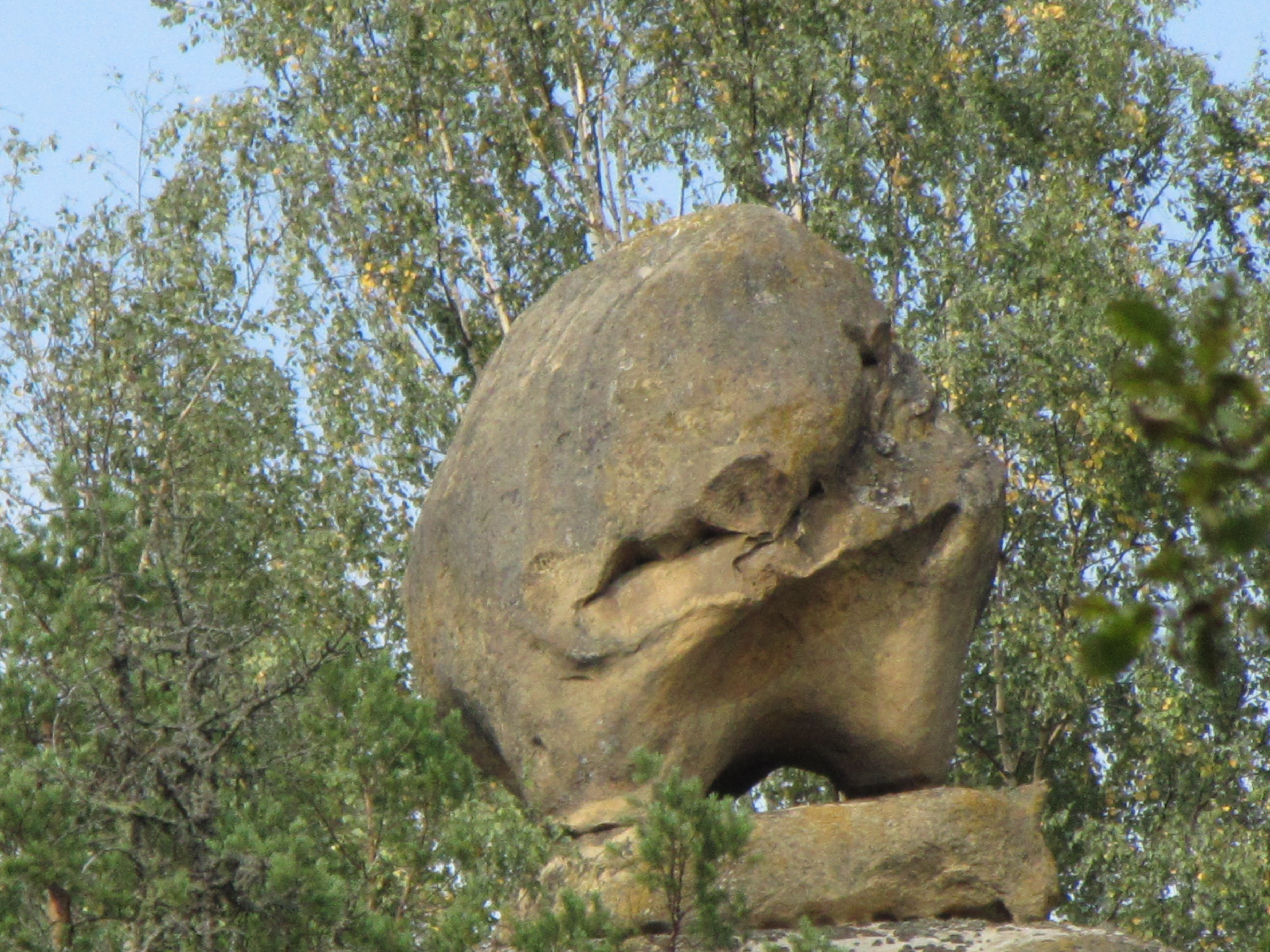
Голова антропоморфної фігури
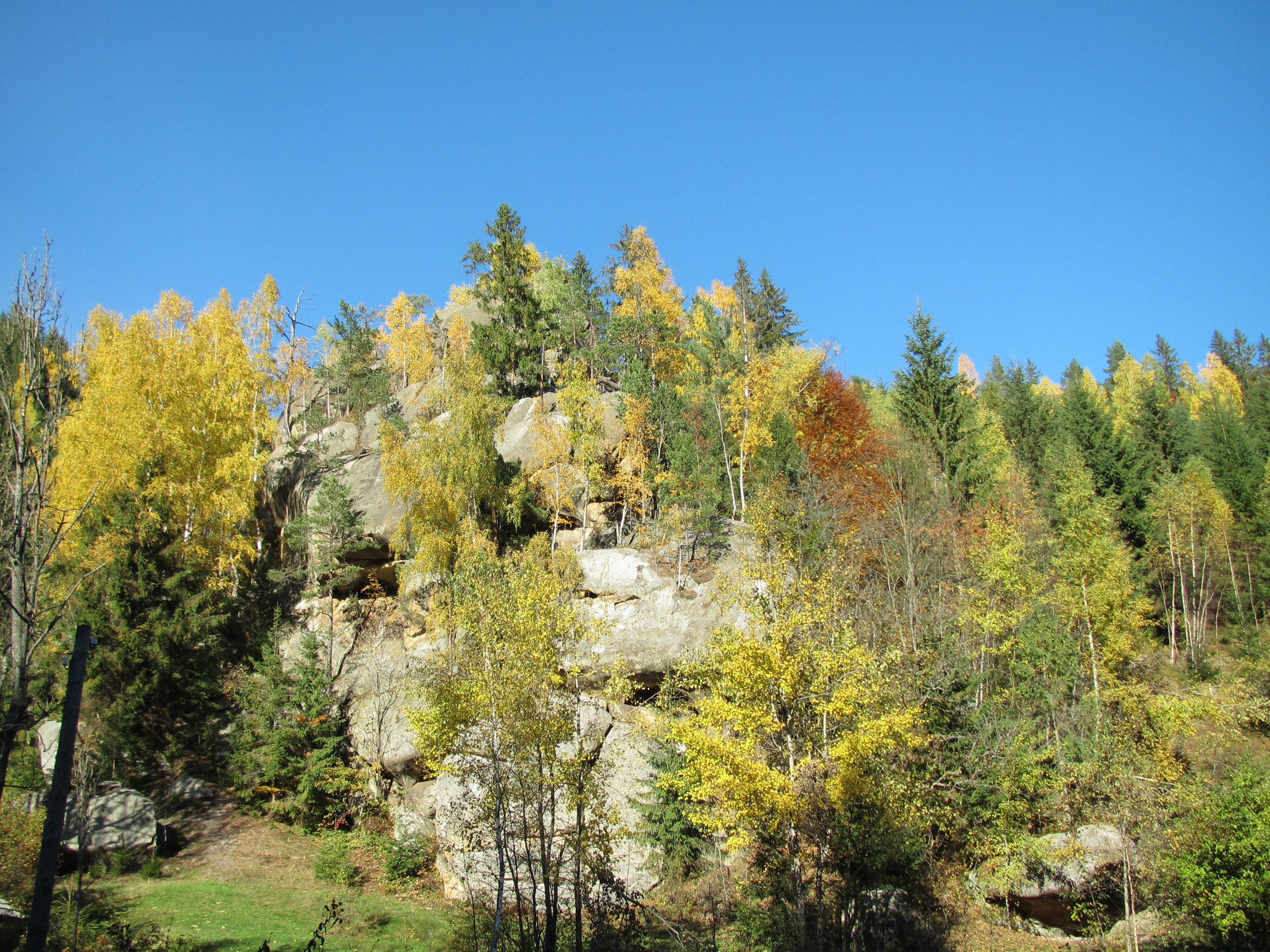
Терношорська Лада восени
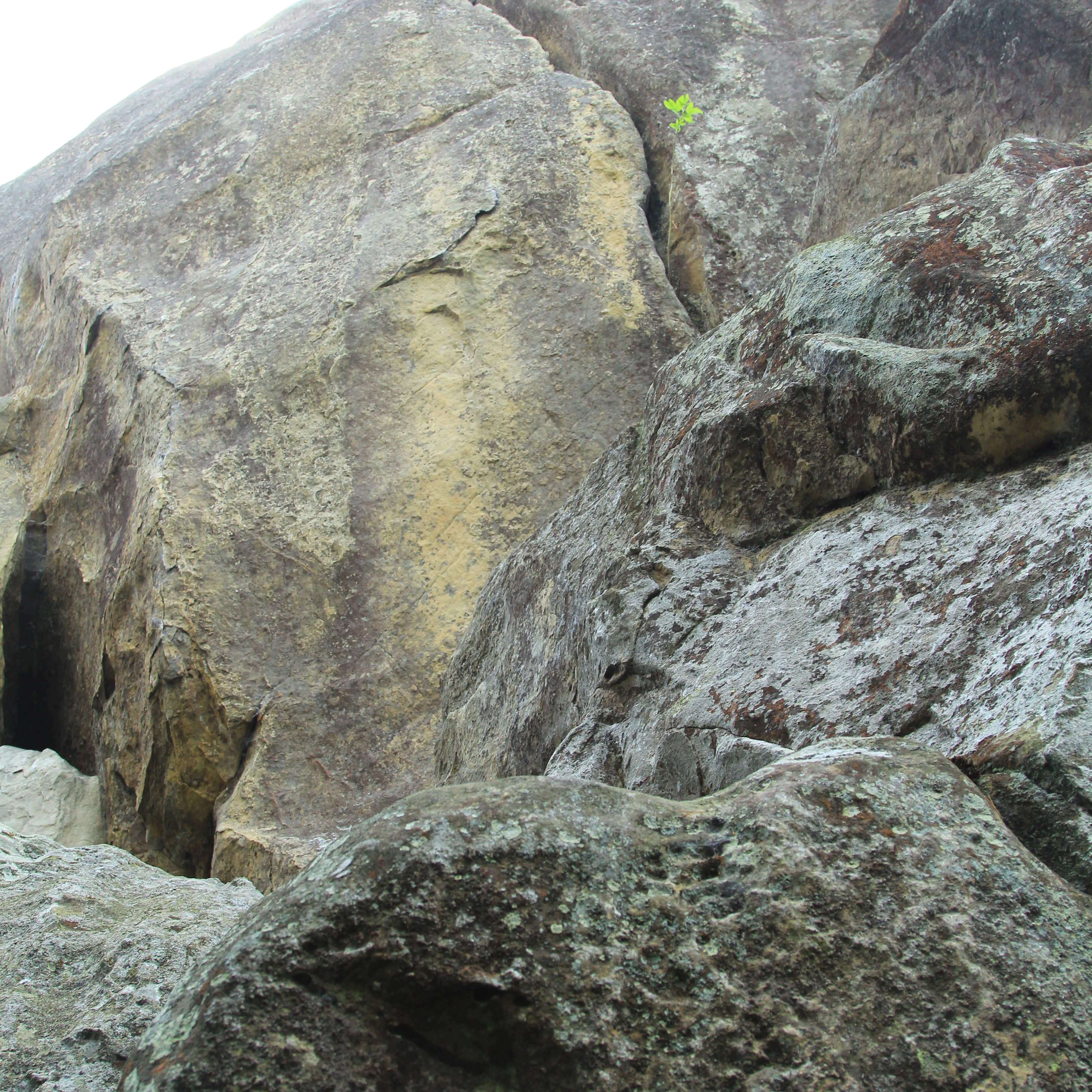
Брили
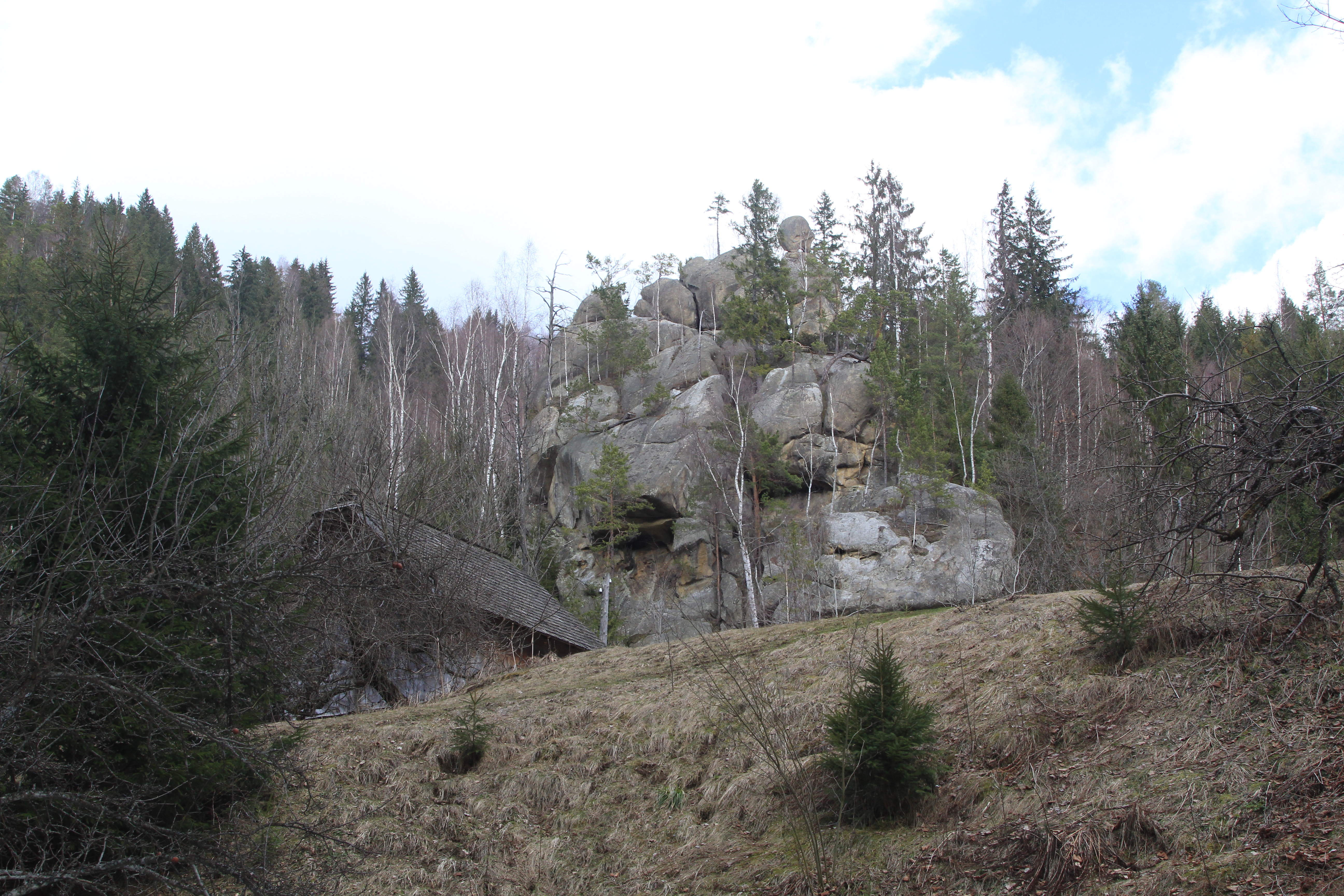
Терношорська Лада весною
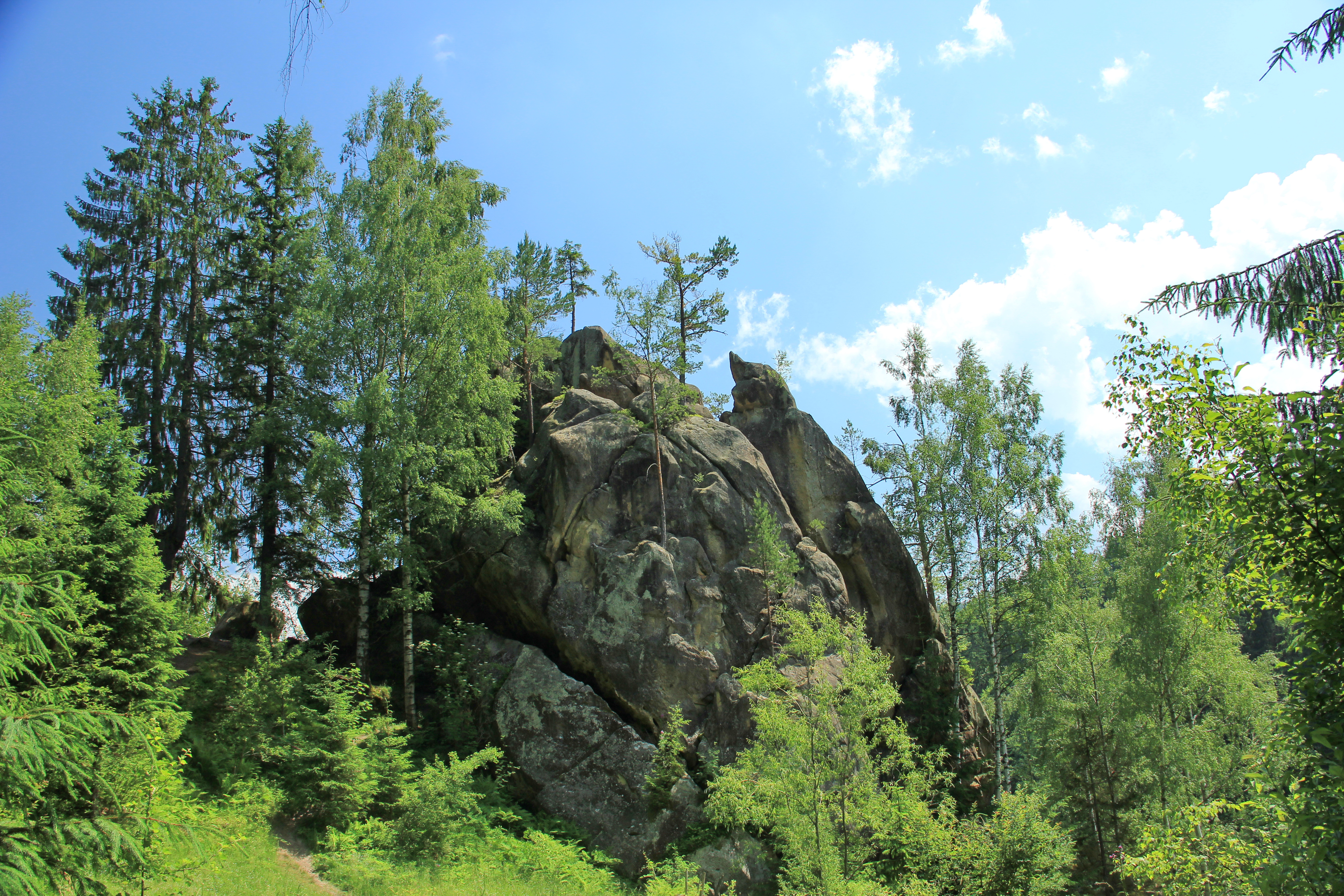
Терношорська Лада влітку
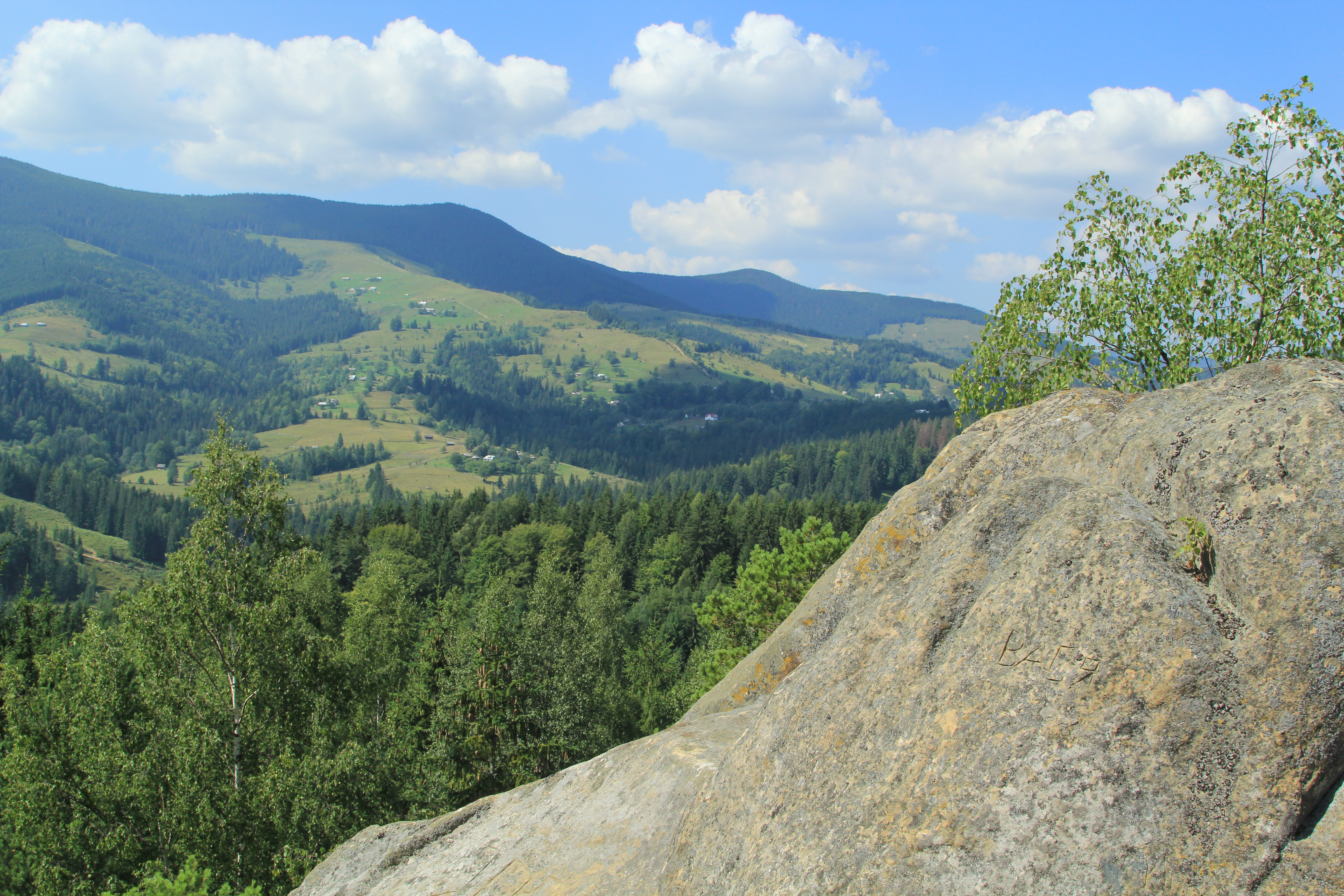
Вид на Снідавку
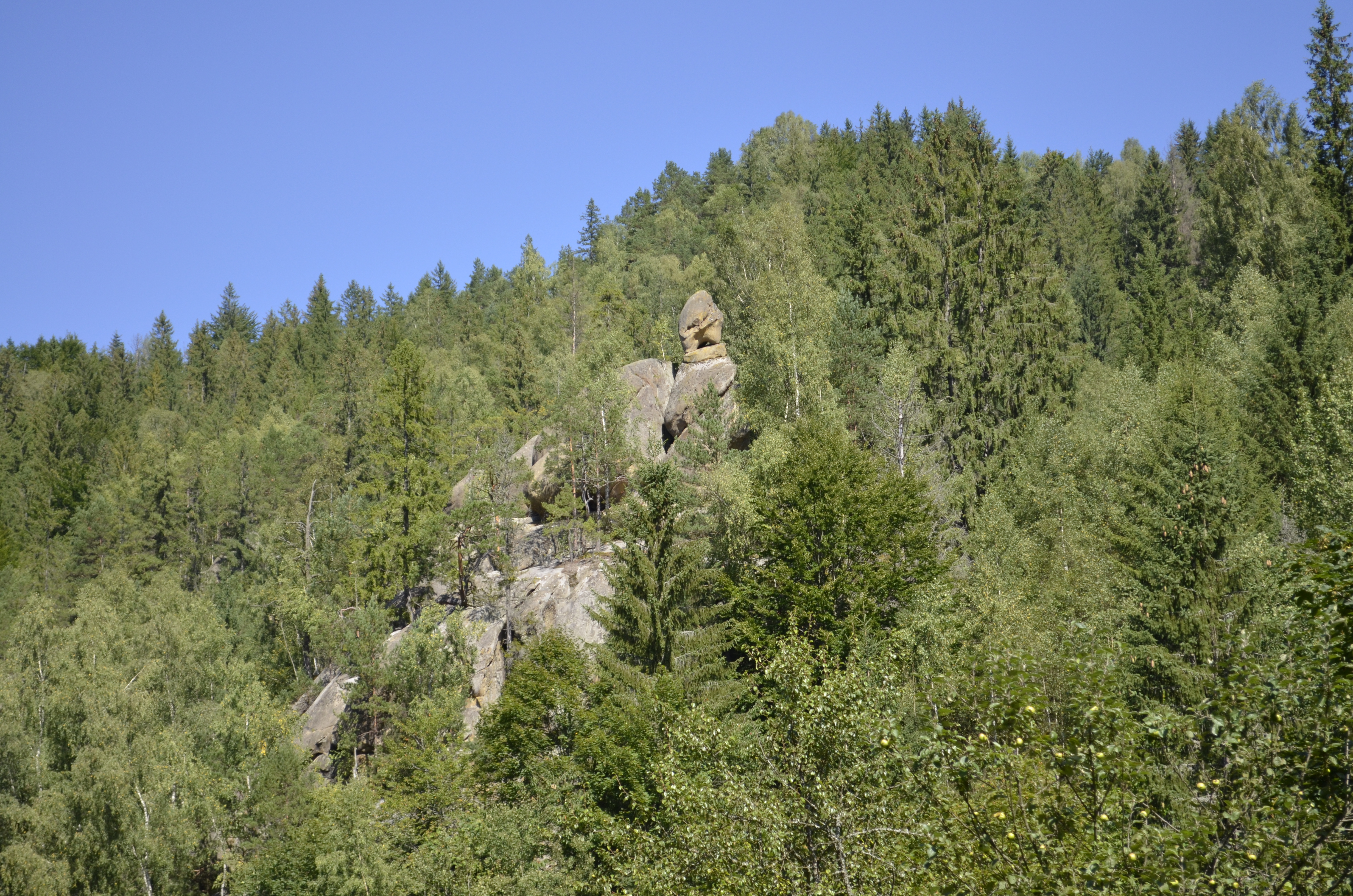